# ハラショ!
ハラショ!は、男性アイドルグループ・忍者による6枚目のシングル。1992年6月24日発売。

## 概要
「ハラショ！」は、1992年初頭からトータルプロデュースを請け負った秋元康が初めて制作に参加した作品。「男一匹 日本晴れ」は、「お祭り忍者」のプロトタイプとなる作品で、歌詞の一部が「お祭り忍者」と重複する。

## 収録曲
1. ハラショ!
  - 作詞：秋元康、作曲：鈴木キサブロー、編曲：船山基紀
2. 男一匹 日本晴れ
  - 作詞：荒木とよひさ、作曲：馬飼野康二、編曲：新川博